# Criptomisrina
La criptomisrina es un alcaloide aislado de las raíces de Cryptolepis sanguinolenta. UV: [neutro]λmax227 (log ε4.85) ;273 (log ε4.9) ;348 (log ε4.19) ;368 (log ε4.18) ;459 (log ε3.94) ( MeOH)